# Бентам, Сэмюэль
Сэмюэль Бентам (англ. Samuel Bentham; 11 января 1757 года — 31 мая 1831 года) — британский инженер-механик и корабельный инженер, брат известного философа Иеремии Бентама.

## Ранняя жизнь
Сэмюэль Бентам родился 11 января 1757 года в семье адвоката. Кроме него, в семье было ещё два ребёнка, одним из которых был будущий философ Иеремия Бентам; еще пятеро детей умерли при рождении или в раннем возрасте. Мать Сэмюэля скончалась в 1766 году. В возрасте 14 лет Бентам стал учеником судостроителя в Вулвичской верфи, затем работал на  Чатемской верфи. Параллельно с работой в течение 7 лет обучался в Морской академии в Портсмуте.

## Карьера

### Россия
В 1780 году Сэмюэль Бентам переехал в Россию, где поступил на службу к князю Г.А. Потёмкину. Первоначально был нанят Потёмкиным в качестве кораблестроителя, впоследствии обнаружил значительный талант инженера и изобретателя, спроектировав и построив множество технических устройств (в т.ч. корабль-амфибию, баржу для императрицы Екатерины II и проект паноптикума, впоследствии развитый его братом), а также проведя ряд экспериментов со сталью. Отвечал за работу большого числа российских промышленных предприятий и пользовался большим доверием Потёмкина.
В 1782 году Бентам отправился по Сибирскому тракту в Китай, посетив приграничные российские города Кяхту и Нерчинск, где смог наблюдать конструкцию китайских кораблей, особенно джонки.
На русской службе Бентам участвовал в русско-турецкой войне. В июне 1788 года отличился в сражении на лимане при Очакове, получив в награду чин полковника и орден Святого Георгия IV класса. Позже командовал 3-м полевым батальоном Сибирского корпуса и Екатеринбургским полевым батальоном. В 1793 году произведён в бригадиры.
Вернувшись в Англию в 1791 году, он начал агитацию за внедрение водонепроницаемых отсеков, позаимствованных им у китайских судов. В этот же период он, вместе с братом, активно работал над проектом паноптикума. Также в это время он встретил свою будущую жену Мэри Софию Фордайс (англ. Mary Sophia Fordyce) — дочь шотландского врача и учёного Джорджа Фордайса, друга его брата. В октябре 1796 года он и Мэри сочетались браком.
В 1795 году Бентам, по заказу Адмиралтейства руководил постройкой серии из шести новых судов с защитой от затопления. Они были построены на верфи Хоббс & Хеллайер (англ. Hobbs & Hellyer) в Редбридже, Гэмпшир, и имели ряд инновационных для своего времени элементов, таких как сменные части для мачты и лонжероны, позволяющие лёгкое обслуживание в море. Впоследствии лишь два судна этой серии — HMS Dart и HMS Arrow остались в составе Королевского флота; остальные суда была захвачены французами в ходе Революционных войн.

### Генеральный инспектор военно-морского строительства
В марте 1796 года Бентам был назначен Генеральным инспектором военно-морского строительства; на этом посту он нёс ответственность за сохранение и улучшение королевских верфей. При нём в работу верфей было внесено множество улучшений — в частности, были механизированы многие производственные процессы и начали использоваться паровые двигатели. Однако многие его инициативы были отвергнуты Советом Военно-морского флота, где преобладали консерваторы. Бентам способствовал развитию производство деревянных блоков, используемых в судовых такелажных работах, разработке деревообрабатывающего оборудования для повышения эффективности производства; на Портсмутской фабрике блоков было развёрнуто их поточное производство. Патент Бентама на деревообрабатывающее оборудование от 1793 года был назван «одним из самых замечательных патентов, когда-либо выпущенных британским патентным ведомством» (англ. one of the most remarkable patents ever issued by the British Patent Office). Также Бентам способствовал развитию талантов других изобретателей — таких, как Марк Исамбард Брунель и Генри Модсли.

### Возвращение в Россию
В 1805 году Бентам вернулся в Россию, на этот раз — по поручению британского правительства, и оставался там в течение двух лет. При переезде он взял с собой свою семью и большое количество слуг и спутников — для их перевозки потребовалось фрахтовать отдельный корабль. Во время второго пребывания в России он курировал строительство Паноптикума школы искусств в Санкт-Петербурге на берегу реки Охта; здание сгорело во время пожара и известно только по чертежам. Столкнувшись с препятствиями к осуществлению своей миссии, в 1807 году он вернулся на родину.

### Воксхолльский мост

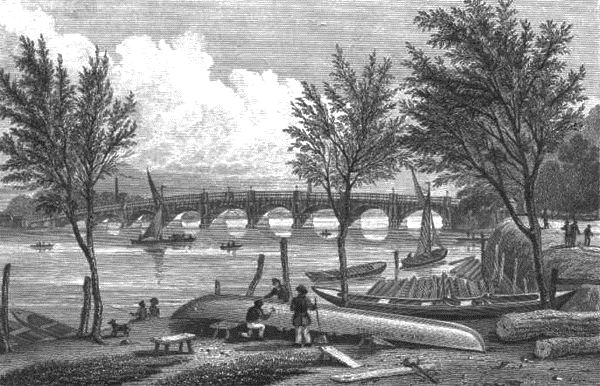
Воксхолльский мост в 1829 году.

Под руководством Бентама был разработан проект чугунного девятиарочного Воксхолльского моста — первого моста через Темзу из железа. Выбор чугуна для строительства моста объяснялся тем, что он дешевле кирпичной кладки; при этом первоначальные варианты конструкции моста напоминали аналогичные железные мосты в Китае, которые мог видеть Бентам во время своего путешествия в эту страну. Проект Бентама был доработан инженером Джеймсом Уокером, совместившим в нём чугун и кирпичную кладку; по этому проекту и был в 1813 году построен мост.

### Франция
После возвращения из России в Англию Бентам попытался вернуться на пост генерального инспектора военно-морского флота, но эта должность была к тому времени уже упразднена. В связи с этим он был вынужден в 1813 году уехать с семьёй во Францию, где несколько лет провёл в скитаниях, прежде чем осесть в 1820 году в Рестинклиере, Лангедок-Руссильон. На новом месте он стал фермером — обзавёлся значительным земельным участком, доход с которого позволил ему содержать семью. На своём участке Бентам установил разработанную им же сложную систему полива, которая вызвала недовольство со стороны его соседей, считавших, что эта система наносит ущерб традиционной системе водоснабжения. 
В 1826 году Бентамы, несмотря на успешность фермерского хозяйства, вернулись в Англию, где Сэмюэль, до своей смерти в 1832 году, успел написать несколько трудов по кораблестроению.
Сын Сэмюэля Бентама, Джордж стал известным ботаником.